# Mouna Bassili Sehnaoui
Mouna Bassili Sehnaoui, född 15 september 1945 i Alexandria, Egypten, är en libanesisk konstnär och författare.
Sehnaoui studerade konst på American University of Beirut och läste konstvetenskap på University of Arizona i Tucson, USA. Hon arbetar med målningar, skulpturer och design men även som illustratör och författare. Sehnaoui bor och arbetar i Beirut med sin man och två söner.
I slutet av 1960-talet var Sehnaoui chef för avdelningen för grafisk design på turistministeriet och skapade bland annat ministeriets logotyp, flera affischer och annat material åt turistindustrin.

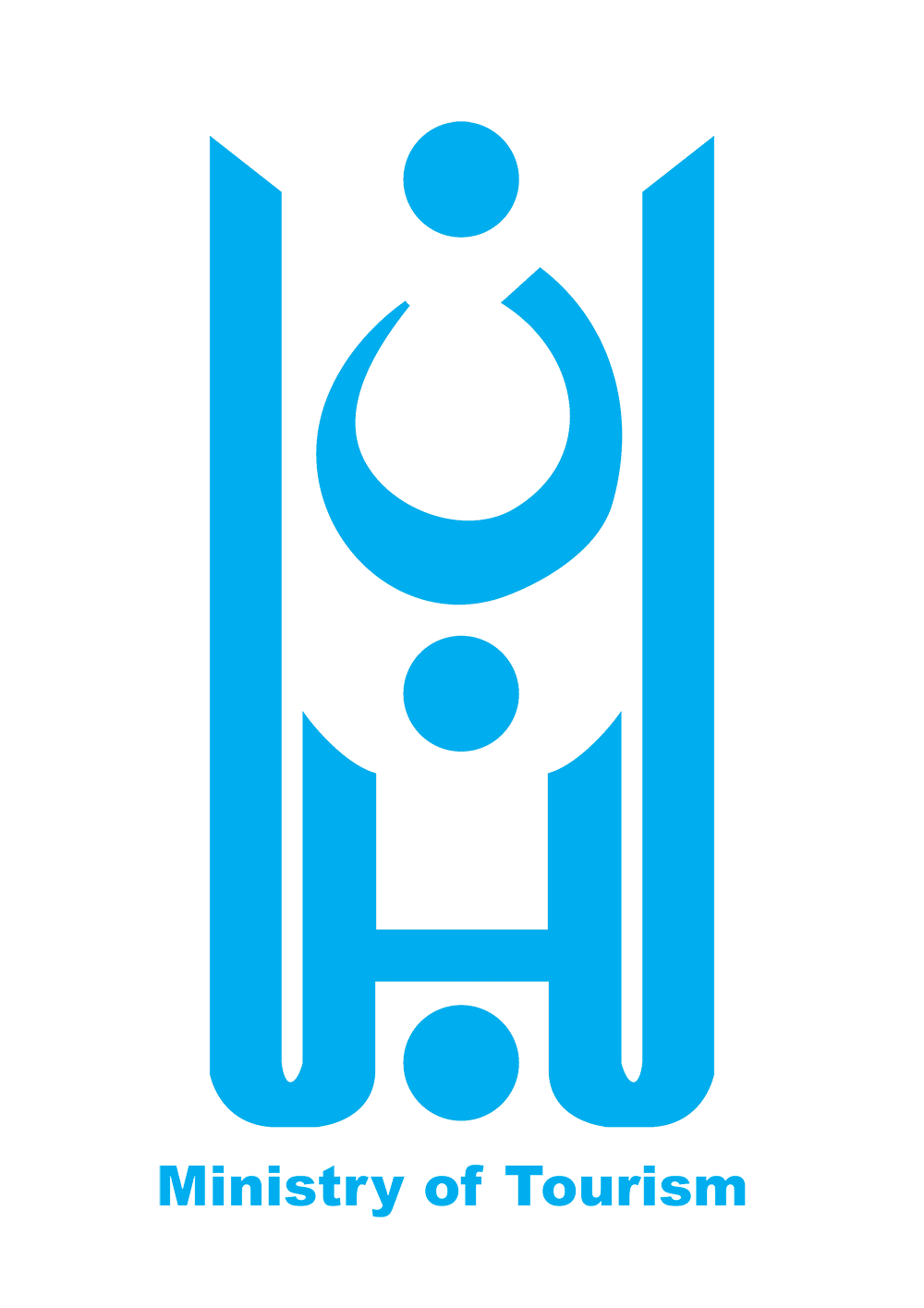

Sehnaoui målar i naiv stil inspirerad av Mellanösterns kultur, ofta med inslag av symboler och arabisk text. Hon är också känd för sina motiv från inbördeskriget i Libanon.
Hon har ställt ut sedan 1970-talet i bland annat Paris, Dubai och Beirut och är representerad på museer i Libanon och Egypten samt i många privata konstsamlingar.